# Murray the Masher
Pour plus de détails, voir Fiche technique et Distribution.
Murray the Masher est un film muet américain réalisé par Otis Thayer et sorti en 1912.

## Fiche technique
- Titre : Murray the Masher
- Réalisation : Otis Thayer
- Scénario : Edward McWade
- Producteur :  William Selig
- Société de production : Selig Polyscope Company
- Société de distribution : General Film Company
- Pays d'origine :  États-Unis
- Langue : film muet avec les intertitres en anglais
- Métrage 300 mètres
- Format : Noir et blanc — 35 mm — 1,33:1 — Muet
- Genre : Comédie
- Durée : 10 minutes
- Dates de sortie : 
  -  États-Unis :28 juin 1912

## Distribution
- Otis Thayer : Murray
- Winifred Greenwood
- Rex De Rosselli
- Adrienne Kroell
- Edgar G. Wynn
- Clara Smith
- Lillian Leighton
- Ed Streets